# Tomás de Villarroya
Tomás de Villarroya y Sanz (Valencia, 1798 — id., 1856) fue un poeta español en valenciano, al que se considera el iniciador de la renaixença valenciana. Licenciado en Derecho (1839), fue promotor fiscal de Villarreal (Castellón) y juez de Moncada (1844-1854). Es autor de cuatro poemas en valenciano. Su obra más destacada es Cançó, publicada en 1841 en la revista El Liceo Valenciano, que comienza con los famosos versos: 

En ta llaor desplegaré jo els llavis 
 i una cançó diré, filla del cel, 
 en l’olvidada llengua de mos avis, 
 més dolça que la mel.
En tu loor desplegaré yo los labios 
 y una canción diré, hija del cielo, 
 en la olvidada lengua de mis abuelos, 
 más dulce que la miel.

 La publicación de este poema fue un hito análogo al que supuso en Cataluña la Oda a la Pàtria (1833) de Buenaventura Carlos Aribau. Sin embargo, según Alfons Cucó, «Villarroya es únicamente un precedente [de la Renaixença valenciana] que no llegará a promover ninguna actitud cultural, y ni tan solo a influir en la producción literaria posterior. Son Teodor Llorente y Vicent W. Querol los dos primeros escritores que podemos considerar como miembros conscientes de la Renaixença, al menos en el ámbito lingüísticoliterario».